# Княгинин (Хмельницкая область)
Княгинин (укр. Княгинин) — село в Каменец-Подольском районе Хмельницкой области Украины.
Население по переписи 2001 года составляло 687 человек.

## Местный совет
32361, Хмельницкая обл., Каменец-Подольский р-н, с. Колыбаевка